# Bryum leptocladon
Bryum leptocladon là một loài Rêu trong họ Bryaceae. Loài này được Sull. mô tả khoa học đầu tiên năm 1861.